# Transpermia
La transpermia es una variante de la teoría de la panspermia y afirma que la vida es estrictamente originaria del Sistema Solar, pero que se difundió a la Tierra (o incluso, desde la Tierra hacia otros cuerpos) a través del mecanismo de esporas en meteoros.
La panspermia es la teoría que sostiene que la vida en la Tierra proviene del espacio, especulando que la vida llegó de otros cuerpos celestes (quizás de planetas extrasolares) en forma de esporas, viajando en meteoros y polvo cósmico que serían arrojados al espacio por choques meteóricos. Una variación de la hipótesis panspermica es la necropanspermia descripta por el astrónomo Paul Wesson como sigue: “La gran mayoría de los organismos llegan a un nuevo hogar en la Vía Láctea en un estado técnicamente muerto ... y la resurrección puede, sin embargo, ser posible.")